# Henry Guerlac
Henry Edward Guerlac (* 14. Juni 1910 in Ithaca, New York; † 29. Mai 1985 in Ithaca) war ein amerikanischer Wissenschaftshistoriker.

## Leben
Henry Guerlacs Vater, Othon Guerlac, war Sprachwissenschaftler und lehrte als Professor an der New Yorker Cornell University. Henry Guerlac lernte als zweite Sprache Französisch und folgte seinem Vater an die Cornell University, an der er 1932 ein Studium der Chemie mit dem B.A. abschloss. 1934 ging er an die Harvard University, wo er 1941 einen Ph.D. in Europäischer Geschichte erwarb. In dieser Zeit erwachte sein Interesse an der Wissenschaftsgeschichte. Er hatte verschiedene Kurse bei George Sarton belegt, der sein Verständnis für die Wissenschaftsgeschichte förderte.
Anschließend hielt er sich in Europa auf. In Paris sah er ein unveröffentlichtes Manuskript von Antoine Laurent de Lavoisier durch, der als einer der Väter der modernen Chemie gilt. Das Manuskript und weiteres Material veröffentlichte er unter dem Titel Lavoisier: The Crucial Year. Nach Tätigkeiten an der University of Wisconsin und dem Radiation Laboratory at Massachusetts Institute of Technology (MIT) kehrte er an die Cornell University zurück. Hier erhielt er 1964 den Titel Goldwin Smith Professor of History of Science at Cornell, den er bis zu seiner Emeritierung 1975 trug. Er war zudem Mitglied des Cornell University Department of History.

## Auszeichnungen

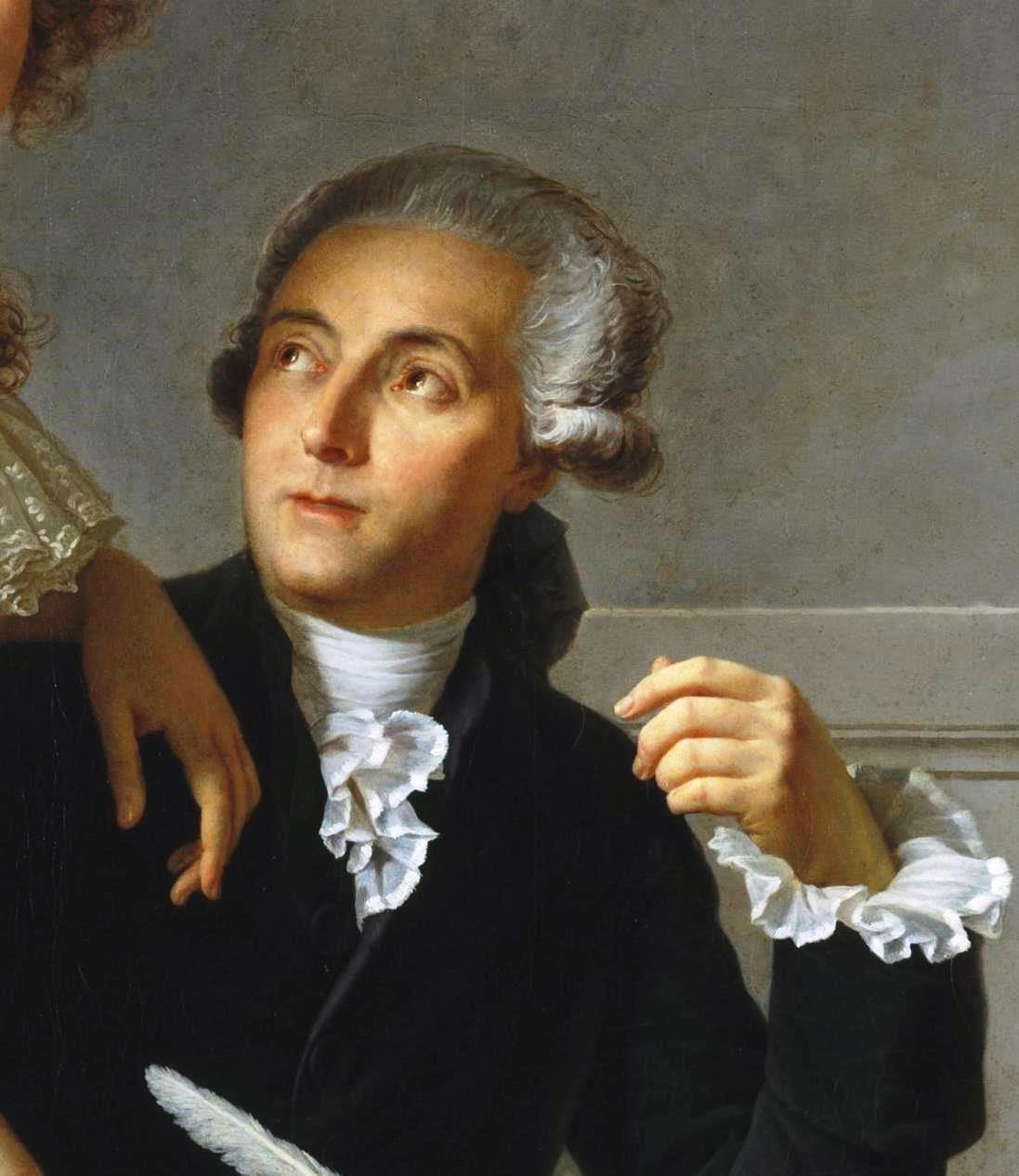
Antoine Lavoisier; für sein Werk über Lavoisier erhielt Guerlac 1958 den Pfizer Award der History of Science Society.

Unter den zahlreichen Ehrungen und Preisen, die Guerlac erhielt, waren: 1958 für seine Publikation über Lavoisier der Pfizer Award von der von George Sarton und Lawrence Joseph Henderson gegründeten History of Science Society (HSS); 1973 die George-Sarton-Medaille, der höchst renommierte Preis für Wissenschaftsgeschichte der HSS; 1972 erhielt er den Dexter Award; 1978 erhielt er die Ehrenbezeichnung Guggenheim Fellow. Zudem wurde er 1982 mit einem Orden der Französischen Ehrenlegion (Chevalier de la Légion d'Honneur) ausgezeichnet.
1958 wurde Guerlac in die American Academy of Arts and Sciences gewählt.